# HD 192433
HD 192433，又名CD-3017773，SAO 211940、HR 7725，是一颗恒星，视星等为6.3，位于銀經12.38，銀緯-30.36，其B1900.0坐标为赤經20h 9m 37.9s，赤緯-30° -30.36′ 37″。